# 荻野俊重
荻野 俊重（おぎの とししげ）は、平安時代末期の武士。

## 生涯
武蔵七党に属する有力な武士団横山党の一族・海老名季貞の子。相模国愛甲郡荻野郷を領した。安元2年（1176年）伊豆国の伊東祐親が主宰した狩りに参加し、余興として行われた相撲では山内首藤経俊に勝った竹沢源太という伊豆の武士に勝ち、7勝ののち高橋大内という駿河国の武士に負けたと『曽我物語』にある。元は源氏の家人だったようだが、治承4年（1180年）石橋山の戦いで大庭景親ら平氏方に属し、源頼朝軍を破る。しかし頼朝は態勢を立て直して鎌倉に入り、大庭景親らも敗走した。俊重もまた頼朝が駿河国駿河郡黄瀬川に布陣した際についに降参した。同時に降参した曾我祐信や同族の海老名氏・本間氏らは許されて御家人に列することができたが、俊重は許されずに処刑された。
延慶本『平家物語』や『源平盛衰記』は石橋山の戦いの際、俊重父子が石橋山で敗走する頼朝を捕捉し「源氏の名折れ」と罵声を浴びせ、これに対して頼朝は矢を射て、俊重の草摺と俊重の子の馬に命中させたというエピソードを載せ、俊重が特に処刑されたのはその報復だったとしている。